# Cuenca del Papaloapan

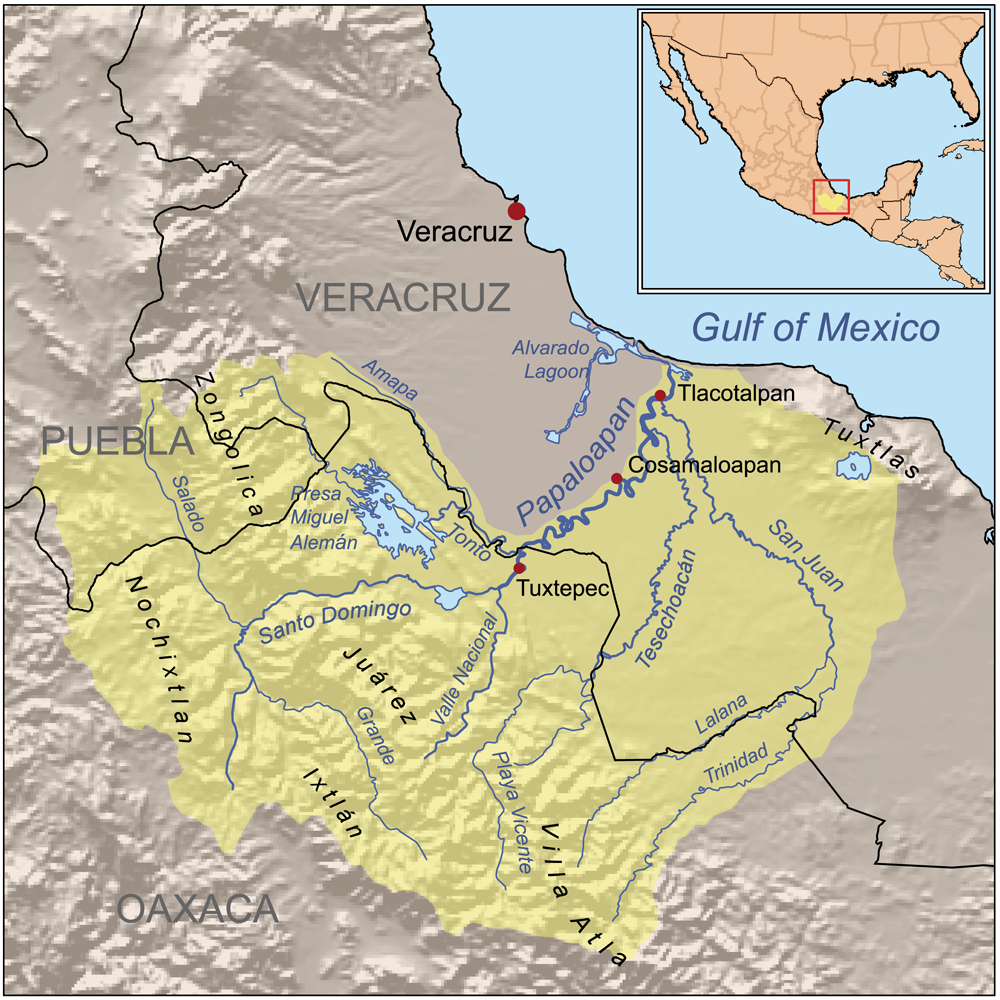
Cuenca del Papaloapan: norte de Oaxaca, sureste de Puebla y centro de Veracruz.

La Cuenca del Papaloapan es la denominación común para referirse a la cuenca hidrológica  del río Papaloapan y sus afluentes. El gobierno mexicano ha establecido la categoría de "Región Hidrológica" para todo el sistema y las subcategorías de "Cuenca Hidrológica" para las zonas específicas de cada río que compone el sistema, por lo tanto, oficialmente se le llama Región Hidrológica número 28 Papaloapan. Esta región es la segunda más importante de México de las 37 en que se encuentra dividida el país. Está ubicada en el sureste del país abarcando 3 estados (parte norte de Oaxaca, parte sur de Puebla y parte centro de Veracruz). Esta región se compone de 12 cuencas hidrológicas y tiene una superficie de 46 517.40 km². Cuenta con tierras fértiles y un clima cálido-húmedo, factores propicios para el desarrollo de la agricultura, ganadería, pesca y la industria azucarera (caña de azúcar).

## Nombre
El nombre proviene del río principal que compone a la región: El río Papaloapan, y el pueblo donde se encuentra.
El término de Cuenca del Panamericano fue el común y oficial manejado desde finales de los 1940s hasta los años 1970s, debido sobre todo a la influencia que ejerció la Comisión del Papaloapan. Bajo el concepto de región amplia que abarcaba el río principal y los afluentes. La denominación oficial es región hidrológica número 28 Papaloapan, aunque comúnmente se le conoce como Cuenca del Papaloapan.

## Límites
Esta región hidrológica está limitada al:
Norte con la Región Hidrológica número 18 Balsas, la cuenca hidrológica del río Jamapa-Cotaxtla del estado de Veracruz y el Golfo de México.
Sur con la cuenca hidrológica del Tehuantepec.
Este con la región hidrológica número 29 Coatzacoalcos.
Oeste con la región hidrológica número 20 Costa Chica de Guerrero.

## Cuencas hidrológicas
La región hidrológica número 28 Papaloapan la componen 12 cuencas hidrológicas:
1.- Cuenca hidrológica Río Salado
2.- Cuenca hidrológica Río Grande
3.- Cuenca hidrológica Río Trinidad
4.- Cuenca hidrológica Río Valle Nacional
5.- Cuenca hidrológica Río Playa Vicente
6.- Cuenca hidrológica Río Santo Domingo
7.- Cuenca hidrológica Río Tonto
8.- Cuenca hidrológica Río Blanco
9.- Cuenca hidrológica Río San Juan
10.- Cuenca hidrológica Río Tesechoacán
11.- Cuenca hidrológica Río Papaloapan
12.- Cuenca hidrológica Río Llanuras del Papaloapan

## Municipios que la componen

### Veracruz
En el estado de Veracruz, la cuenca del Papaloapan no solo es una región hidrográfica, se ha aprovechado para formar también una delimitación político económica, que se le denomina región Papaloapan, está integrada por 22 municipios, los cuales son:
- Tierra Blanca
- Ignacio de la Llave
- Alvarado
- Tres Valles
- Cosamaloapan
- Ixmatlahuacan
- Acula
- Tlacotalpan
- Saltabarranca
- Lerdo de Tejada
- Ángel R. Cabada
- Los Tuxtlas
- Otatitlán
- Tlacojalpan
- Tuxtilla
- Chacaltianguis
- Carlos A. Carrillo
- Amatitlán
- José Azueta
- Isla
- Juan Rodríguez Clara
- Playa Vicente
- Santiago Sochiapan
- Tezonapa
- Zongolica

### Oaxaca
Al igual que en el estado de Veracruz, el estado de Oaxaca tiene una división político-económica denominada Región Cuenca del Papaloapan, la cual la conforman los distritos de Tuxtepec y el de Choápam, los cuales son integrados por los siguientes 19 municipios:
- Acatlán de Pérez Figueroa
- Ayotzintepec
- Cosolapa
- Loma Bonita
- San Felipe Jalapa de Díaz
- San Felipe Usila
- San José Chiltepec
- San José Independencia
- San Juan Bautista Tuxtepec
- San Lucas Ojitlán
- San Miguel Soyaltepec
- San Pedro Ixcatlán
- Santa María Jacatepec
- San Juan Bautista Valle Nacional
- San Juan Comaltepec
- San Juan Lalana
- San Juan Petlapa
- Santiago Jocotepec
- Santiago Yaveo

### Puebla
El estado de Puebla a diferencia de Veracruz, o Oaxaca, no tiene una delimitación político económica denominada Papaloapan, aun así, los municipios que por su ubicación geográfica se encuentran dentro de la zona hidrográfica del papaloapan son los siguientes:
- San Sebastián Tlacotepec
- Eloxochitlán
- Zoquitlán
- Coyomeapan
- Ajalpan
- Coxcatlán
- Zinacatepec
- Altepexi
- San Gabriel Chilac
- San José Miahuatlán
- Caltepec
- Vicente Guerrero
- San Antonio Cañada
- Nicolás Bravo
- Tehuacán
- Santiago Miahuatlán
- Chapulco
- Zapotitlán